# شکستن طلسم

شکستن طلسم: دین به عنوان یک پدیده طبیعی

شکستن طلسم: دین به عنوان پدیده‌ای طبیعی کتابی نوشته دنیل دنت فیلسوف آمریکایی و پژوهشگر علوم شناختی است. در این کتاب منتشرشده در سال ۲۰۰۶، دنت به تحلیل علمی دین می‌پردازد، و بر اساس این تحلیل، آینده پدیده دین را پیش‌بینی می‌کند. این کتاب در سال ۲۰۱۹ توسط امیر منیعی به زبان فارسی ترجمه گردید.
به گفته دنت، او امیدوار است این کتاب مختص بی‌خدایان و ندانم‌گرایان نباشد، زیرا در نوشتن آن خوانندگان مذهبی را نیز مد نظر داشته‌است. به نظر او باورمندان نیز می‌توانند از شناخت علمی باورهای خود بهره ببرند، و عقاید خوب را از بد جدا کنند.
طلسمی که این کتاب با هدف شکستنش نوشته شده، تابو تلقی شدن تحقیق و بررسی علمی پدیده دین است. دنت در این کتاب امیدوار است این طلسم را بشکند، و دین را چون دیگر پدیده‌ها قابل بررسی نماید.